# Красногор (Оренбургская область)
Красногор — село в Саракташском районе Оренбургской области в составе  Новочеркасского сельсовета. 

## География
Находится на расстоянии примерно 28 километр по прямой на юг-юго-запад от районного центра поселка Саракташ.

## История
Село основано в 1737 году при строительстве Красногорской крепости. К началу XX века станица была преобразована в казачий посёлок. В 1900 году в нём было 303 двора и 1808 жителей, имелась церковь во имя Воскресения Господня. В 1920 году станица преобразуется в село Красногор. Колхоз «Красный Казак» был создан в 1930 году. С 3 марта 1961 года село Красногор и его колхоз вошли в состав совхоза «Красногорский», став его вторым отделением.

## Население
Население составляло 593 человека в 2002 году (русские 74%), 526 по переписи 2010 года.